# Anton Menger
Anton Menger von Wolfensgrün (Maniów, 12 settembre 1841 – Roma, 6 febbraio 1906) è stato un giurista ed economista austriaco, noto per il suo lavoro di diffusione della letteratura socialista su basi giuridiche. È autore tra gli altri di "Il diritto all'intero prodotto del lavoro" e "La legge civile e i poveri". Era il fratello dell'economista austriaco Carl Menger.

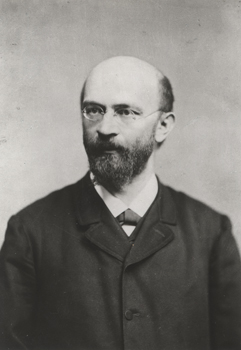
Anton Menger, circa 1890, fotografato da Josef Löwy

Negli anni 1890 si occupò anche di problemi matematici e pubblicò sotto lo pseudonimo di Dr. Julius Bergbohm.

## Biografia
Anton Menger era figlio di Anton Menger von Wolfensgrün e Karoline, nata Gerzabek. I suoi fratelli erano l'avvocato finanziario Max Menger e il noto economista Carl Menger. Frequentò la scuola elementare di Biala dal 1847 al 1851, poi la Realschule e dal 1852 al 1856 la cattolica "k. k. Gymnasium Teschen". Trascorse gli ultimi due anni di scuola al "k. k. Ober-Gymnasium Troppau". Il 28 gennaio 1860 superò l'esame di maturità a Cracovia come allievo esterno. Studiò legge all'Università di Vienna a partire dal semestre invernale del 1860 e conseguì il dottorato all'Università di Vienna il 25 luglio 1865. Nel 1869 divenne avvocato. Nel 1872 si laureò in diritto processuale civile austriaco. Dal 1875 al 1899 lavorò come professore universitario di diritto processuale civile a Vienna. 

## Carriera
Le tesi e gli argomenti di Menger derivano da una struttura sociale modificata, che è stata plasmata dalla crisi economica (1873) e dalle questioni sociali che cercavano risposte dalla politica liberale ("mano invisibile" Adam Smith) nel perseguimento della giustizia sociale. A differenza di Karl Marx e Friedrich Engels, il suo interesse per il diritto gli permise di partire principalmente da problemi di teoria giuridica. Così Menger respinse le basi del diritto positivo dal diritto naturale e sostenne che la spina dorsale della legge era semplicemente un indicatore delle relazioni di potere della società. 

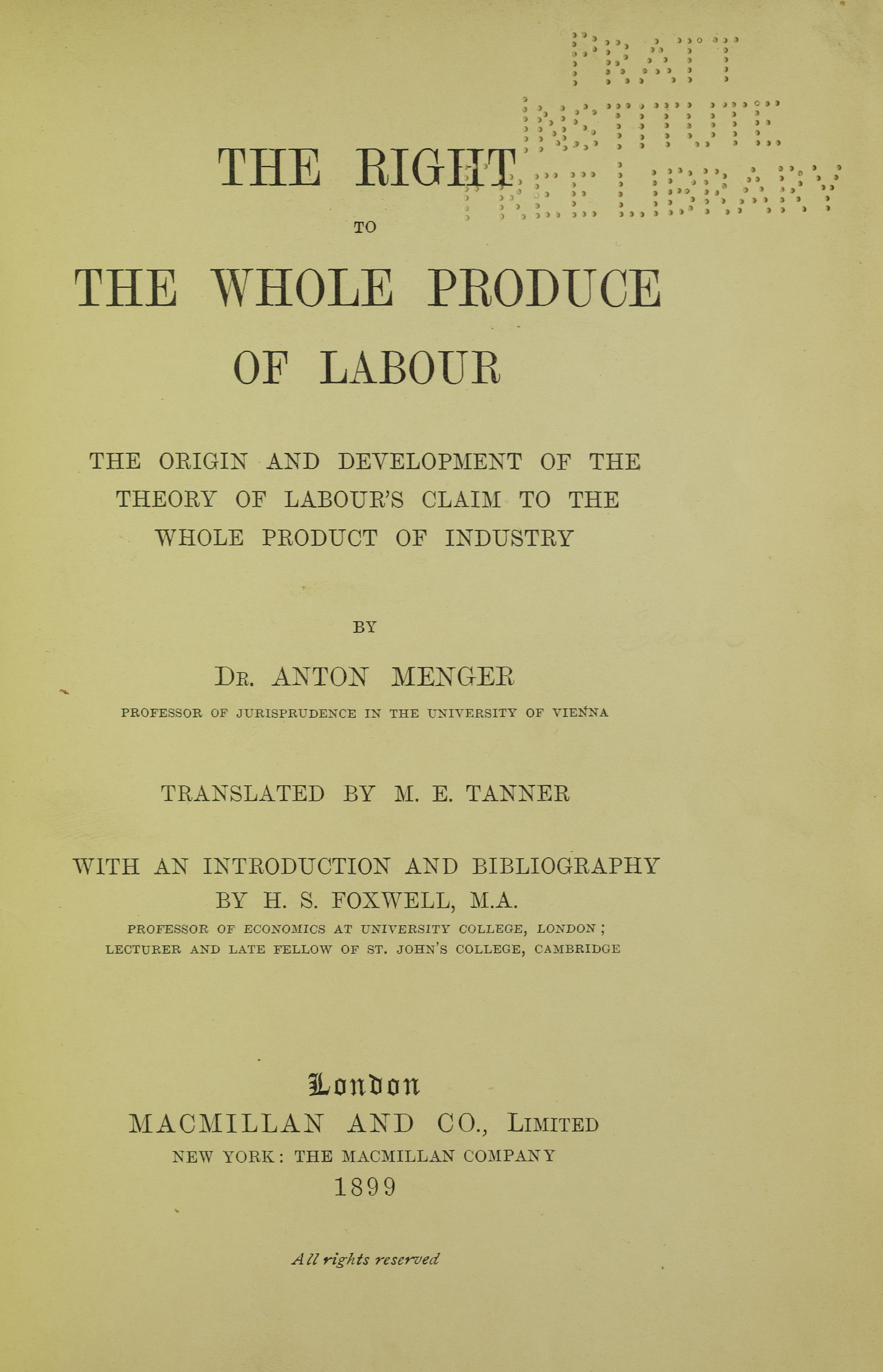
Recht auf den vollen Arbeitsertrag in geschichtlicher Darstellung, 1899

I suoi libri più noti sono: "Il diritto al pieno frutto del lavoro nella rappresentazione storica", "La nuova teoria dello Stato" e "Il diritto civile e le classi dei popoli senza proprietà". Scrisse: "Poiché sono uno dei pochi giuristi tedeschi che rappresentano gli interessi delle classi prive di proprietà del popolo nel campo del diritto, ho ritenuto mio dovere far sentire la voce dei diseredati in questa importante questione nazionale".
Come avvocato per le classi prive di proprietà, si oppose risolutamente alla prima bozza del Codice Civile, pubblicata nel 1888, insieme ai cinque volumi "Motivi". In particolare, si lamentò del fatto che le elaborazioni erano formulate in modo giuridicamente e formalmente incomprensibile e squilibrate nei contenuti, antisociali, in quanto veniva incoraggiato uno sfrenato liberalismo di Manchester.

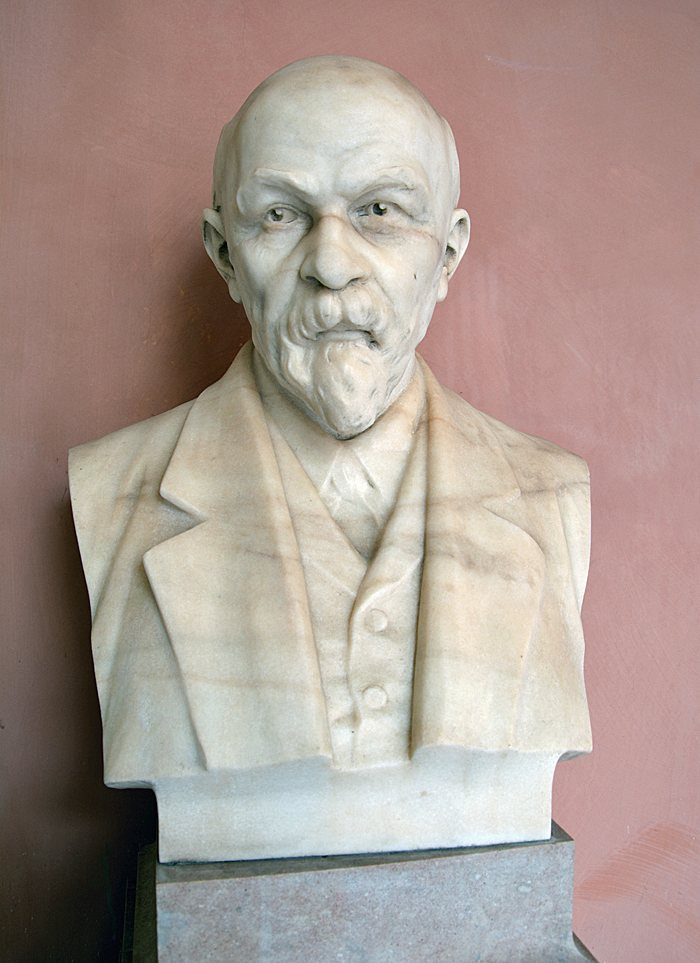
Busto di Anton Menger all'Università di Vienna di Richard Kauffungen

Il suo nome è noto anche in relazione alla raccolta di letteratura socialista originale di Vienna. Menger raccolse tutto ciò che riuscì a procurarsi e iniziò un tour del libro attraverso Parigi, Londra e Berlino, dove la sua speciale collezione socialista era per l'epoca unica al mondo. intraprese "tour di libri" a Parigi, Londra e Berlino, dai quali riportò una speciale letteratura socialista che rese la sua biblioteca unica al mondo. Lasciò in eredità la sua biblioteca all'Università di Vienna. All'inizio degli anni '20, la biblioteca privata di Menger fu presa in custodia dalla "Biblioteca di Studi di Scienze Sociali della Camera dei Lavoratori e degli Impiegati" di Vienna (Sozialwissenschaftlichen Studienbibliothek der Kammer für Arbeiter und Angestellte für Wien).
Nel "Juristen-Sozialismus" ("Die Neue Zeit. Revue des geistige und öffentlichen Leben". Vol. 5 (1887), numero 2, pp. 49-62), Friedrich Engels e Karl Kautsky cercarono di rispondere alle critiche di Menger (1886) al "Capitale" di Marx e al suo progetto fondamentale di giustificare il socialismo in termini di teoria giuridica: ("Die Neue Zeit", 2, Jg. 1887; abgedr. MEW 21, 491 ss.): "Le prove dimostrano che Marx era un plagiatore, e questa è la prova che il concetto di plusvalore era già stato realizzato prima di Marx, anche se in un senso diverso!".
Nel cortile porticato dell'Università di Vienna – la sala d'onore dell'università – fu posto un busto di Menger. Nell'ambito delle "purghe" dei nazionalsocialisti all'inizio di novembre 1938, dieci sculture di professori ebrei o presunti ebrei nel cortile porticato furono rovesciate o imbrattate di vernice in occasione della "Celebrazione Langemarck". A quel tempo, il rettore ad interim Fritz Knoll aveva già disposto un'ispezione delle sculture dell'Arkadenhof; su sue istruzioni, quindici monumenti furono rimossi e conservati in un deposito, tra cui quello di Anton Menger. Dopo la fine della guerra, tutti i monumenti danneggiati e rimossi furono ricostruiti nel cortile porticato nel 1947.

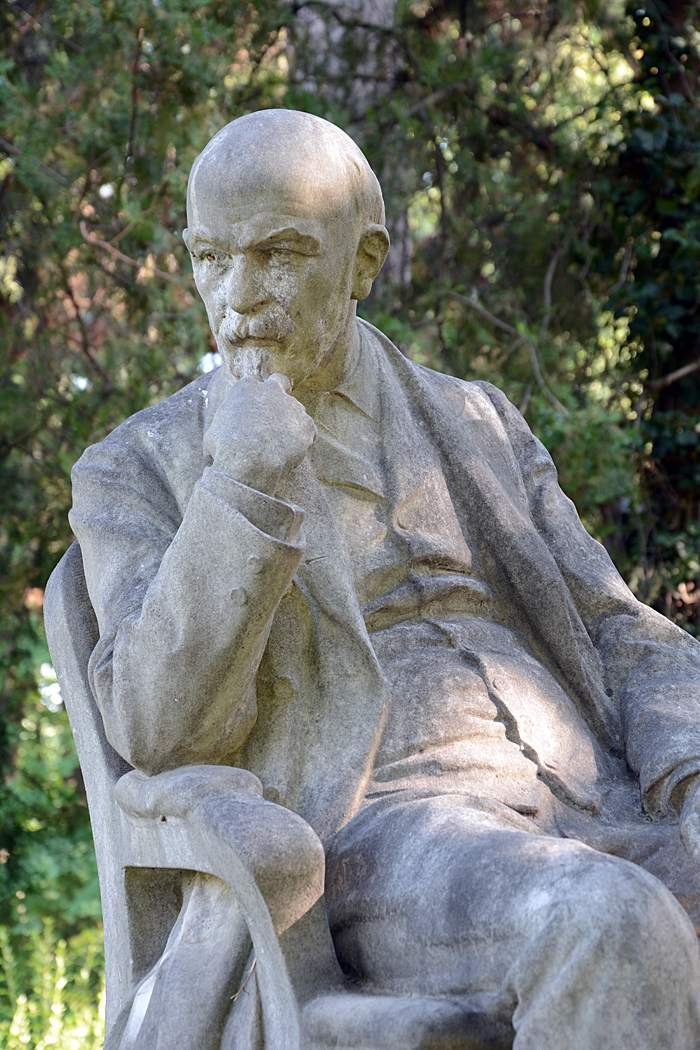
Statuetta di Anton Menger sulla sua tomba al Cimitero Centrale di Vienna di Richard Kauffungen

La Mengergasse a Floridsdorf (21. Bezirk) prese il suo nome nel 1919.

## Opere
- (EN) The Right to the Whole Produce of Labour [Recht auf den vollen Arbeitsertrag in geschichtlicher Darstellung], London, Macmillan, 1899.
- La ricevibilità di nuove censure di fatto nelle istanze superiori. Eine civilprocessualische Abhandlung. Alfred Hölder, Vienna 1873.
- Sistema di diritto processuale civile austriaco in diritto comparato. Alfred Hölder, Vienna 1876.
- Sull'abolizione delle interloquità delle prove e su un nuovo ordine di procedimenti civili. Conferenza tenuta alla Law Society il 3 marzo 1879. Vienna 1879. (Da: Juristische Blätter, 1879, Heft 10 und 11)
- Die Lehre von den Streitparteien im österreichischen Civilproceß. Hölder, Vienna 1880. (Da: Zeitschrift für das Privat- und öffentliche Recht der Gegenwart, vol. VII, numero 4)
- Il diritto all'intero ricavato dell'opera di rappresentazione storica. Cotta, Stoccarda 1886.
- Parere di esperti sulle proposte per l'istituzione di una Scuola federale di diritto e scienze politiche. J. J. Schabelitz, Zurigo 1889.
- Il diritto civile e le classi dei senza proprietà. Una critica al progetto di un codice civile per il Reich tedesco. H. Laupp. Tubinga 1890.
- Julius Bergbohm: Neue Rechenmethoden der höhere Mathematik. Selbstverlag, Stoccarda 1891.
- Julius Bergbohm: Nuovi metodi di integrazione sulla base del calcolo del potenziale, del logaritmo e dei numeri. Selbstverlag, Stoccarda 1892.
- Julius Bergbohm: Bozza di un nuovo calcolo integrale sulla base del calcolo potenziale, logaritmico e numerico. 2 libretti. B. G. Teubner, Lipsia 1892/1893
- Sui compiti sociali della giurisprudenza. Discorso di inaugurazione tenuto il 24 ottobre 1895 quando assunse la direzione del rettorato dell'Università di Vienna. Braumüller, Vienna 1895.
- Neue Staatslehre. Gustav Fischer, Jena 1903.
- Neue Sittenlehre. Gustav Fischer, Jena 1905.
- Politica popolare. Gustav Fischer, Jena 1906.